# One Night in Miami
One Night in Miami é uma peça escrita por Kemp Powers, sua primeira, apresentada pela primeira vez em 2013. É um relato fictício de uma noite real, 25 de fevereiro de 1964. Ele aponta um momento crucial na vida de quatro, ainda nascentes, ícones negros estadunidenses cujos potencial, pensamentos e ações atuam na peça de 90 minutos, em um ato. O cenário apresenta um desafio audacioso – representar a história do campeão mundial de boxe Cassius Clay, de 22 anos, enquanto ele se transforma em Muhammad Ali, o polêmico líder/mentor do Nation of Islam Malcolm X, o influente cantor, compositor e produtor musical Sam Cooke e o astro do futebol americano da NFL Jim Brown. Os homens, amigos na vida real, comemoram a surpreendente vitória de Clay sobre Sonny Liston em um quarto de hotel em Miami, vigiado pela segurança do Nation of Islam.
Em 9 de julho de 2019, foi anunciado que a atriz Regina King estaria dirigindo uma adaptação da peça para o cinema, que seria produzida por Keith Calder e Jess Wu Calder para a Snoot Entertainment e Jody Klein, ABKCO. O filme teve sua estreia mundial no Festival de Cinema de Veneza em 7 de setembro de 2020, o primeiro filme dirigido por uma mulher afro-americana a ser selecionado na história do festival. O filme também foi exibido no Festival Internacional de Cinema de Toronto em 11 de setembro de 2020. O lançamento está programado para um lançamento limitado em 25 de dezembro de 2020, seguido por streaming no Prime Video em 15 de janeiro de 2021.